# NVRAM
NVRAM (kratica od Non-Volatile Random Access Memory) je općeniti naziv za sve vrste RAM memorije koji ne gube podatke kada se računalo ugasi, za razliku od najčešćih vrsta RAM-a danas, DRAM-a i SRAM-a, koji trebaju neprekidan izvor energije da bi se podatci sačuvali. Prednost NVRAM memorije je i brže paljenje i gašenje računala.
Najpoznatiji oblik NVRAM-a je flash memorija (MP3 uređaji i slično). Neki tvrde da je flash memorija prava „univerzalna memorija“ koja kombinira brzinu SRAM memorije s postojanošću flash memorije.

## Prvi NVRAM-ovi
Prva računala koristila su različite vrste memorija, od kojih su neke bile postojane, kao rezultat svoje građe. Najčešća vrsta memorije u 1960-ima je bila memorija magnetske jezgre, koja je podatke spremala pomoću polarnosti malih magneta. S obzirom na to da su magneti zadržavali svoj magnetizam i kada je računalo bilo ugašeno, memorija magnetske jezgre je također bila postojana.
Brzi napredak u proizvodnji poluvodiča 1970-ih doveo je do proizvodnje poluvodičkih memorija s kojima se memorija magnetske jezgre nije mogla natjecati. Te vrste memorije su se tijekom godina toliko razvile, da je danas jeftina i učinkovita DRAM memorija najčešća vrsta memorije u računalu.
No postoje mnoge situacije kada je postojanost memorije vrlo važna, naprimjer u slučajevima kada se struja nakratko mora ugasiti. Mnogo godina nije postojao uređaj sličan RAM-u da riješi taj problem, pa su mnoga računala koristila kombinaciju RAM-a i neke vrste ROM-a.
Prilagođena ROM memorija je bila najranije rješenje, no njem nedostatak je bio u tome što su se podaci mogli spremiti u nju samo jednom kada je memorija ugrađena. ROM se sastoji od spoja dioda koje šalju potrebne podatke. 
PROM (Programmable Read-Only Memory) je unaprijedio ovaj dizajn, omogućavajući da podaci budu uneseni od kranjeg korisnika. PROM se sastoji od spoja dioda koje su u početku podešene na jednu vrijednost, „1“ na primjer. Primjenom veće struje nego inače, odabrana dioda može „pregoriti“ (kao osigurač), na taj način trajno postavljajući vrijednost na „0“.
Oni kojima treba učinkovitost RAM-a i postojana memorija, moraju koristiti konvencionalnu RAM memoriju i pričuvni akumulator. To je bilo često rješenje u ranim računalnim sustavima, poput Apple Macintosha, koji je koristio mali dio memorije napajan baterijom za spremanje osnovnih postavki sistema.
Mnogo veće memorije napajane baterijama se koriste i danas kao memorija za ubrzavanje pristupa podacima (cache) za vrlo brze baze podataka.

## Vanjske poveznice
- http://en.wikipedia.org/wiki/NVRAM
- http://www.netpanel.com/features/computer/memory.htm  Arhivirana inačica izvorne stranice od 22. kolovoza 2007. (Wayback Machine)